# Asterina veronicae
Asterina veronicae är en svampart som först beskrevs av Marie Anne Libert, och fick sitt nu gällande namn av Mordecai Cubitt Cooke 1877. Asterina veronicae ingår i släktet Asterina och familjen Asterinaceae.  Arten är reproducerande i Sverige. Inga underarter finns listade i Catalogue of Life.